# Верящий в правду
«Верящий в правду» (англ. True Believer) — американский кинофильм. Триллер режиссёра Джозефа Рубина. Сюжет фильма основан на реальных событиях, на истории корейского эмигранта Чхоль Су Ли, который в 1970-х годах был осужден на территории штата Калифорния за совершение двух убийств, после чего был приговорен к смертной казни посредством удушения в газовой камере тюрьмы Сан-Квентин.

## Сюжет
Эдди Додд (Джеймс Вудс), адвокат по гражданским делам, теперь специализирующийся на защите торговцев наркотиками, под давлением молодого клерка Роджера Бэрона (Роберт Дауни-младший), недавно окончившего юридическую школу, соглашается взять дела корейского парня, который, по словам его матери, уже восемь лет несправедливо отбывает срок в тюрьме за убийство, которого он не совершал.

## В ролях
- Джеймс Вудс — Эдвард Додд
- Роберт Дауни-младший — Роджер Бэрон
- Маргарет Колин — Китти Грир
- Юджи Окамото — Су Кай Ким
- Кертвуд Смит — Роберт Рейнард
- Том Боуер — Сесил Скилл
- Мигель Фернандес — Артуро Эспарза

## Награды и номинации
В 1989 году фильм выиграл специальный приз на фестивале Cognac Festival du Film Policier. В 1990 году получил номинацию на Премию Эдгара Аллана По как лучший фильм.
Кинокритик Роджер Эберт похвалил выступление Вудса за то, что оно «гипнотически смотрибельно».

## Интересные факты
- Прототипом персонажа Эдди Додда стал знаменитый адвокат Тони Серра.
- Фильм был выпущен на Blu-ray в США компанией Mill Creek Entertainment 13 августа 2019 года.